# Camo

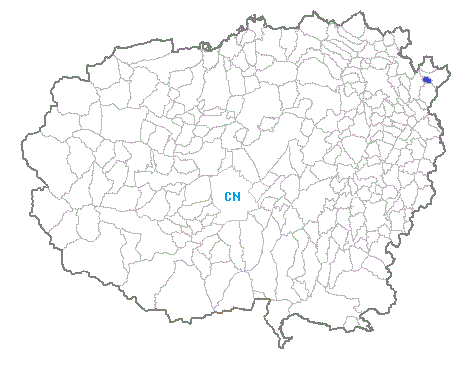
Posizione dell'ex comune di Camo nella provincia di Cuneo fino al 31 dicembre 2018

Camo (Camo in piemontese) è una frazione del comune italiano di Santo Stefano Belbo, nella provincia di Cuneo, in Piemonte.
Già comune autonomo, è stato unito il 1º gennaio 2019 al comune di Santo Stefano Belbo.

## Geografia fisica
Paese situato a 485 metri di altezza sul livello del mare, si sviluppa su di una superficie di 3600 ettari. Sorge sulla dorsale di un colle dominante da sinistra la valle del torrente Belbo.
La chiesa e il campanile, così come il palazzo municipale, sorgono su un piccolo colle da cui dominano l'intero paese. Arrivando da Mango le case appaiono raggruppate intorno al colle, quasi a fare comunità ai piedi della chiesa.
Nelle giornate limpide, dal piazzale della parrocchia si domina buona parte della valle Belbo e tutto l'arco alpino. Il paesaggio di Camo è fortemente caratterizzato dalla coltivazione principale: la vite.

## Storia
Fu dominio di Olderico Manfredi cui fu concesso da Ottone III nel 1001, appartenne successivamente ad Asti e poi ai Marchesi del Monferrato.
I Marchesi del Monferrato ebbero piena giurisdizione sul paese dal 1324 al 1631.
Il castello che sorgeva nel paese di Camo era fra le ragioni signorili che Belligerio di Busca affittava ad Elisabetta, figlia di Pietro del Carretto.
Questo dimostra come su Camo vantassero pretese anche i del Carretto, una delle famiglie feudali di maggior peso politico nelle Langhe. Fu quindi feudo delle famiglie Gambarana, Beccaria, Incisa e de Rege.
Il 1º gennaio 2019 il comune di Camo venne soppresso e fu unito a quello di Santo Stefano Belbo.

## Monumenti e luoghi d'interesse

### Architetture religiose
- Chiesa di San Pietro in Vincoli

## Società

### Evoluzione demografica
La tabella espone l'evoluzione demografica dell'ex comune di Camo dall'anno 1861 al 2011.
Abitanti censiti

## Economia
Il terreno è molto fertile, e vi si coltiva soprattutto la vite, in buona parte moscato (1000 q), ma anche la freisa ed il dolcetto. 
Nei dintorni vi sono alcune cave di pietra arenaria, in buona parte abbandonate.

## Amministrazione
Quello che segue è l'elenco delle amministrazioni che si sono succedute nell'ex comune di Camo fino al 31 dicembre 2018.
| Periodo        | Periodo          | Primo cittadino   | Partito      | Carica  | Note  |
| -------------- | ---------------- | ----------------- | ------------ | ------- | ----- |
| 14 giugno 1999 | 14 giugno 2004   | Giuseppe Culasso  | Indipendente | Sindaco | [ 4 ] |
| 14 giugno 2004 | 8 giugno 2009    | Pier Angelo Pansi | Lista civica | Sindaco | [ 5 ] |
| 8 giugno 2009  | 26 maggio 2014   | Pier Angelo Pansi | Lista civica | Sindaco | [ 6 ] |
| 26 maggio 2014 | 31 dicembre 2018 | Mario Saffirio    | Lista civica | Sindaco | [ 7 ] |